# Zbigniew Kosiński (łucznik)
Zbigniew Kosiński – polski łucznik, mistrz świata i Polski.

## Wyniki
| Impreza            | Rok      | Miejsce       | Konkurencja   | Pozycja |                    |      |      |               |     |
| ------------------ | -------- | ------------- | ------------- | ------- | ------------------ | ---- | ---- | ------------- | --- |
| Impreza            | Rok      | Miejsce       | Konkurencja   | Pozycja | Mistrzostwa świata | 1931 | Lwów | indywidualnie | 10. |
| drużynowo          | srebro   |               |               |         | Mistrzostwa świata | 1931 | Lwów |               |     |
| 1932               | Warszawa | indywidualnie | srebro        |         | Mistrzostwa świata |      |      |               |     |
| 1932               | Warszawa | drużynowo     | złoto         |         | Mistrzostwa świata |      |      |               |     |
| 1933               | Londyn   | indywidualnie | 18.           |         | Mistrzostwa świata |      |      |               |     |
| 1933               | Londyn   | drużynowo     | 4.            |         | Mistrzostwa świata |      |      |               |     |
| Mistrzostwa Polski | 1929     | Warszawa      | indywidualnie | złoto   |                    |      |      |               |     |
| Mistrzostwa Polski | 1932     | Poznań        | indywidualnie | złoto   |                    |      |      |               |     |